# NHM-91自动步枪
NHM-91是一款由中华人民共和国武器製造商中國北方工業有限公司所生產、并且由美国加利福尼亞州安大略省的中国运动公司（CSI Ont，CA）在美国销售的半自动步枪，（被認為）是俄罗斯卡拉什尼科夫AKM和RPK的中国彷製及半自动民用型，发射7.62×39毫米苏联口徑步枪子彈。

## 背景
NHM-91是中国制56型自动步枪的半自动民用衍生型，它制成模仿了俄罗斯RPK轻机枪的外观。1991年，NHM-91由中国运动公司首度向美国进口及销售，并对它进行了修改，以符合時任总统乔治·H·W·布什于1989年签署的行政命令，当中禁止某些“突击步枪”配置的军用型半自动步枪，例如北方工业AKM／AK-47进口的要求。这些修改包括一整件式美制姆指孔式槍托，以取代原來的AKM步枪／RPK轻机枪以上各自独立的中国制枪托和手槍握把；并且在机匣以上打上一颗鉚釘，以防止使用标准型AK-47、AKM或是RPK的弹匣。直到1994年，克林顿政府、聯邦突擊武器禁制法案（簡稱：AWB；現已過期）禁制了所有中国步枪，并且禁止进口任何中国AK衍生型。

## 功能
NHM-91基於俄罗斯RPK轻机枪，裝有更为坚固的机匣和加长、轮廓更厚的20英寸（508毫米）镀铬槍管，比原来的RPK的590毫米（23.2英寸）稍短，以及扣在枪管下方的前装式双脚架。NHM-91出厂时配备了两具30发彈匣和一具75发中国制彈鼓。
与RPK一样，NHM-91采用了由厚达1.5毫米的衝壓金属薄板制成、较厚的冲压金属薄板机匣，而非苏联或欧洲AKM的僅1毫米厚度。其他中国制AKM步枪，例如MAK-90和NHM-90也裝有较厚的机匣，从而提高了其刚度、增加了其重量并且提高了整体精度。MAK-90步枪可装上直切冲压式机匣或斜切冲压式机匣。两者都是在1989年禁令之后才进口，并装有拇指孔式枪托。而MAK-91亦装有较长的枪管，但装有的是铣削、倾切式机匣。更长、更重的枪管减少了子弹散布，使得NHM-91和MAK-91步枪的瞄準基線更长，精度亦比典型的半自动AKM更进一步提高。扳机拉杆的重量也设计得比其他AK要轻，一些使用者报告指，这种步枪配用原厂生产的7.62×39毫米彈藥時，可以达到2—2.5角分或更好的精度。
NHM-91以上、所有禁令后的步枪枪托均采用整体式手枪握把的一整件式拇指孔式设计，而且比标准型AKM／AK-47的枪托更为厚实、而且有所加长。NHM-91枪托由E.C. Bishop或Boyd所生產并且由桦木或是朴树制成，无独立式手枪握把，虽然步枪可以藉由独立式枪托进行再改装，方法是以帶鋸将枪托与握柄之间、下部的连接桿简单地切断，然后安装全新的手枪握把。与其RPK对应产品一样，NHM-91出厂时并未配备刺刀座。但是，在禁令后型号上，枪管前部具有螺纹并且以焊接在螺纹以上的螺纹保护蓋密封掉，什至将螺纹完全移除。当拆下螺纹保护蓋以后，就可在枪口安装制动器。
一部份原厂生产的NHM-91步枪在弹匣释放按钮上装有铆钉，從而防止使用某些苏联或德国制造的AKM或AK-47弹匣。取而代之的是，北方工業为NHM-91而生產的、柄脚经过修改以对应铆钉的特殊弹匣。自1994年《公共安全和娱乐性火器使用保护法》生效之后，移除机匣与弹匣释放按钮当中的铆钉就可以使用任何和所有的AKM、RPK或AK-47弹匣。

## 資料來源
1. 1 2 3  AK-47.net, Norinco NHM-91 （页面存档备份，存于）
2. ↑  Boyd's Gun Stocks （页面存档备份，存于）
3. ↑  Guns.net
4. ↑  AR15.com （页面存档备份，存于）

## 外部連結
- （简体中文）—槍炮世界—NHM-91自动步枪（页面存档备份，存于）